# Брессер
Bresser Optics («Брессер Оптикс») — международная компания со штаб-квартирой в Германии (Реде), специализирующаяся на производстве телескопов, биноклей, микроскопов и других оптических приборов и систем. «Брессер» владеет собственной торговой маркой и, частично, несколькими другими. Компания разрабатывает продукцию разных уровней сложности в рамках каждой категории.

## История
Компания основана в 1957 г. в Германии, г. Боркен, предпринимателем Йозефом Брессером. Первоначально компания занималась перепродажей биноклей. В 1979 г. сын Йозефа Брессера Рольф после смерти отца возглавил фирму. Новое руководство активно занялось модернизацией компании и запуском собственной линейки оптических приборов.
В 1999 г. компанию «Брессер» купил один из лидеров рынка американская корпорация «Meade Instruments». В 2003 г. новые владельцы провели радикальные технические улучшения линейки «Брессер», пользуясь собственными наработками.
В 2007 г. штаб-квартира компании переехала с Боркена в Реде.
В январе 2009 г. тот самый Рольф Брессер вместе с гонконгским заводом-поставщиком «Jinghua Optical + Electronics Co. Ltd.» приобрел европейскую часть «Meade Instruments» компанию «Meade Instruments Europe GmbH & Co. KG». Таким образом, компания «Брессер» вступила в частичное владение не только торговой маркой Meade, но и Coronado, которая до того полностью принадлежала Meade Instruments. В том же году компании «Брессер» и «Meade Instruments» достигли соглашения о тесном сотрудничестве на глобальном уровне. Слияние технических ресурсов компаний способствовало повышению статуса «Брессера», превратив его в одного из лидеров рынка.
В 2009 г. с компанией по производству и реализации оптических приборов «Explore Scientific» было подписано соглашение, в результате которого «Explore Scientific» стала эксклюзивным дистрибьютором продукции компании «Брессер» в США.

## Торговые марки
Владельцами торговой марки «Брессер» являются одновременно несколько компаний: Bresser Optics, Meade Instruments и Jinghua Optical + Electronics Co. Ltd. После приобретения части Meade Instruments Europe GmbH & Co. KG компания «Брессер» частично владеет торговыми марками Meade и Coronado.

## Продукция

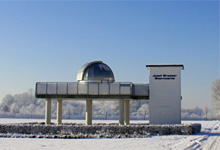
Josef-Bresser-Sternwarte: общественная обсерватория им. Йозефа Брессера в Боркене, Германия

Продукция компании «Брессер» варьируется по уровням сложности. Среди общих категорий можно выделить следующие:
- Телескопы;
- Бинокли;
- Микроскопы;
- Подзорные трубы;
- Приборы ночного видения;
- Окуляры;
- Рефракторы (телескопы).

## Участие в общественной жизни
В 2003 г. Josef-Bresser-Sternwarte, общественная обсерватория им. Йозефа Брессера, была открыта в Боркене (Германия) родном городе предпринимателя. Обсерватория оснащена довольно мощным телескопом MEADE LX200 16".